# Henning Schroll (1838-1915)
 Der er flere personer med dette navn, se Henning Schroll.
Henning Georg Nicolaj Schroll (7. marts 1838 på Lykkenssæde – 21. oktober 1915 på Bækkelund) var en dansk høravler og arvefæster (proprietær), bror til Carl Adolf og G.F. Schroll.

## Landbruger og militær
Faderen, Gustav Schroll, en søn af Henning Schroll, fortsatte her hørinstituttets virksomhed til sin død 1863; moderen hed Johanne Amalie Frederikke født Bonde. I fem år lærte Schroll praktisk landbrug, dels under faderens vejledning, dels på slesvigske gårde, var derefter fuldmægtig på Brahetrolleborg godskontor, indtrådte 1860 som aspirant på Officersskolen på Kronborg og udnævntes 1861 til sekondløjtnant. I de følgende år var han atter ved landbruget, deltog i felttoget 1864 og overtog senere Lykkenssæde, først som forpagter, senere (1868) som arvefæsteejer. 1904 overdrog han den til sønnen Viggo Edvard Emil Schroll. 1887 fik han afskedspatent som kaptajn, og 1892 blev han Ridder af Dannebrog.
Ved valget i 1892 stillede Schroll op til Folketinget i Faaborgkredsen for Højre, men tabte til Kristen Jensen-Højby, som havde haft kredsens mandat siden 1890.

## Skribent
Både som praktisk landmand, som foredragsholder og forfatter nød Schroll berettiget anseelse. Han har særlig studeret landbrugets regnskabsvæsen og har bl.a. skrevet Anvisning til Førelsen af et mindre, fuldstændigt Avisregnskab, udgivet af Svendborg Amts landøkonomiske Selskab (1887), og Om Landbrugsregnskab, dets Form, Nytte og Betydning (1894), der er udkommet som 7. bind af Landhusholdningsselskabets Landboskrifter. Han har skrevet et par pjecer om landbrugets arbejderforhold, således i 1893 I hvor høj Grad kan Landbruget vedvarende bære en Stigning af Arbejdslønnen?, og han har behandlet en stor mængde landøkonomiske emner i pressen, særlig i Ugeskrift for Landmænd. 1867-93 var han medlem af Svendborg Amts landøkonomiske Forenings bestyrelse, nogle år formand for Faaborg Andelsslagteri og for det stedlige sogneråd.
6. maj 1865 ægtede han i Odense Johanne "Hanne" Jacobine Eriksine (Peja) Pingel (7. september 1837 i Odense – 3. juni 1913 på Bækkelund), datter af urmager Erik Skeel Pingel (1795-1875, gift 1. gang 1827 med Johanne Claudine Christiane Kühl, 1798-1828) og Cathrine Margrete Felsing (1808-1856).
Han er begravet på Hillerslev Kirkegård.